# Helmut Uhlig
Helmut Uhlig (Halle, 11 novembre 1942 – Osnabrück, 22 luglio 2014) è stato un cestista e allenatore di pallacanestro tedesco.
Era il fratello di Volkhard Uhlig.

## Carriera
Con la Germania Est ha disputato i Campionati europei del 1963.
Con la Germania Ovest ha disputato i Campionati europei del 1971 e i Giochi olimpici di Monaco 1972.

## Palmarès
- Campionato tedesco: 2

Alemannia Aquisgrana: 1963-64
VfL Osnabrück: 1968-69